# Colbeck Bay
Die Colbeck Bay ist eine Bucht an der Pennell-Küste des ostantarktischen Viktorialands. Sie liegt zwischen dem Kap Kløvstad und der Herzog-von-York-Insel im südlichen Teil der Robertson Bay.
Kartiert wurde er sie von Teilnehmern der britischen Southern-Cross-Expedition (1898–1900) unter der Leitung des norwegischen Polarforschers Carsten Egeberg Borchgrevink. Borchgrevink benannte sie nach William Colbeck (1871–1930), einem Offizier der Royal Navy und Mitglied der Forschungsreise.